# Патні (міст)
Міст Патні (англ. Putney Bridge) — арковий міст через Темзу в Лондоні, сполучає райони Патні з півдня та Фулгем на півночі.
На початок XXI сторіччя мостом прямує три смуги на південь (включаючи одну смугу автобусів) та одну смугу руху (плюс велосипедна смуга/автобусна зупинка) на північ. На Набережній Патні розташована пристань Патні.
За 120 м WSW від північного краю моста знаходиться метростанція Патні-брідж.

## Історія
До відкриття першого мосту на цьому місті курсував паром.
Перший міст був побудований з дерева в 1726—1729 роках за проектом Джейкоба Акуорта. Це був платний міст і на той час єдиний між мостами Лондонським і Кінгстонським у Кінгстон-апон-Темс.
Міст був сильно пошкоджений баржею при зіткненні з ним в 1870 році, і хоча частина моста була замінена, незабаром міст був зруйнований, і до 1886 року на його місці побудовано кам'яний міст, що існує на початок XXI сторіччя.
Міст відомий тим, що біля нього з 1856 року знаходиться старт найпрестижніші Перегони човнів Оксфорд — Кембридж.

## Туристичні пам'ятки розташовані поруч
- Церква Святої Марії[en]
- Церква Всіх Святих[en]